# Люспести
Люспести (Squamata) е най-големият съществуващ и днес разред влечуги, който включва гущерите и змиите. Животните от разреда се отличават със своите кожи с рогови люспи. Те имат и подвижна квадратна кост, която им позволява да местят горната си челюст спрямо мозъчната кухина. Това е особено забележимо при змиите, които могат напълно до откачат горната си челюст, за да поглъщат по-едра плячка. Люспести е и единствената група влечуги, в която наред с яйцеснасящите видове има и живораждащи и яйцеживораждащи. Те са и единствените гръбначни, които имат хемипенис.
Според класическата класификация разред Люспести се разделя на три подразреда:
- Sauria, гущери
- Serpentes, змии
- Amphisbaenia, амфисбени

Според съвременните изследвания гущерите са парафилетична група. В по-новите класификации името Sauria се използва за общия таксон, включващ птици и влечуги, а Люспести се подразделя по различен начин:
- Подразред Игуанообразни (Iguania) – игуани и хамелеони
  - Семейство Агамови (Agamidae)
  - Семейство Хамелеонови (Chamaeleonidae)
  - Семейство Corytophanidae
  - Семейство Crotaphytidae
  - Семейство Анолисови (Dactyloidae)
  - Семейство Hoplocercidae
  - Семейство Игуанови (Iguanidae)
  - Семейство Плоскоглави игуани (Leiocephalidae)
  - Семейство Leiosauridae
  - Семейство Liolaemidae
  - Семейство Мадагаскарски игуани (Opluridae)
  - Семейство Phrynosomatidae
  - Семейство Дългокраки игуани (Polychrotidae)
  - Семейство Tropiduridae
- Подразред Scleroglossa
  - Инфраразред Геконообразни (Gekkota)
    - Семейство Carphodactylidae
    - Семейство Dibamidae – Слепи гущери
    - Семейство Diplodactylidae
    - Семейство Eublepharidae
    - Семейство Gekkonidae – Геконови
    - Семейство Phyllodactylidae
    - Семейство Pygopodidae – Змийски гущери
    - Семейство Sphaerodactylidae

  - Инфраразред Anguimorpha
    - Семейство Слепоци (Anguidae)
    - Семейство Xenosauridae
    - Семейство Варанови (Varanidae)

  - Инфраразред Scincomorpha (включително обикновените европейски гущери)
    - Семейство Бодливоопашати гущери – Cordylidae
    - Семейство Слепи гущери – Dibamidae
    - Семейство Герозаврови – Gerrhosauridae
    - Семейство Сцинкови – Scincidae
    - Семейство Нощни гущери – Xantusiidae

  - Инфраразред Змии (Serpentes)
  - Инфраразред Amphisbaenia